# Biograph
Biograph – trzydyskowy album kompilacyjny Boba Dylana prezentujący 53 utwory, z tego 22 publikowane po raz pierwszy, wybrane z nagrań dokonanych pomiędzy listopadem 1961 a sierpniem 1981 i wydany w 1985 r.

## Historia i charakter albumu
Chociaż cały wysiłek w 1985 r. Dylan włożył w propagowanie albumu Empire Burlesque, nie odniósł on sukcesu, docierając zaledwie do 33. miejsca. Było to rozczarowanie dla Dylana, tym większe, że wydany w kilka miesięcy później Biograph powstawał bez jego udziału i nawet uważał, że ta kompilacja nie powinna być w ogóle reklamowana.
Biograph, ku jego zaskoczeniu, zebrał znakomite recenzje i sprzedawał się mimo wyższej ceny dużo lepiej od Empire Burlesque. Dotarł wprawdzie także do pozycji 33, jednak pozostał na liście dłużej i 29 marca 1989 r. osiągnął status platynowej płyty.
Biograph był wydawnictwem prekursorskim; po jego sukcesie zaczęto wydawać duże pudełkowe zestawy także i innych artystów.

## Lista utworów

### Dysk pierwszy
| 1.  | Lay Lady Lay – (Nashville Skyline 1969)                                                               | 3:18    |
|     | |         |
| 2.  | Baby, Let Me Follow You Down – (G. Davis/R. von Schmidt/D. Van Ronk) (Bob Dylan 1962)                 | 2:34    |
|     | |         |
| 3.  | If Not for You – (New Morning 1970)                                                                   | 2:42    |
|     | |         |
| 4.  | I’ll Be Your Baby Tonight – (John Wesley Harding 1967)                                                | 2:38    |
|     | |         |
| 5.  | I'll Keep It with Mine – (uprzednio niewydany – 1965)                                                 | 3:45    |
|     | |         |
| 6.  | The Times They Are a-Changin’ – (The Times They Are a-Changin’ 1964)                                  | 3:13    |
|     | |         |
| 7.  | Blowin’ in the Wind – (The Freewheelin’ Bob Dylan 1963)                                               | 2:47    |
|     | |         |
| 8.  | Masters of War – (The Freewheelin’ Bob Dylan 1963)                                                    | 4:32    |
|     | |         |
| 9.  | The Lonesome Death of Hattie Carroll – (The Times They Are a-Changin’ 1964)                           | 5:46    |
|     | |         |
| 10. | Percy's Song – (uprzednio niewydany – 1963)                                                           | 7:42    |
|     | |         |
| 11. | Mixed Up Confusion – (uprzednio niewydany, pierwszy wycofany singel – 1962)                           | 2:28    |
|     | |         |
| 12. | Tombstone Blues – (Highway 61 Revisited 1965)                                                         | 5:57    |
|     | |         |
| 13. | The Groom’s Still Waiting at the Altar – (strona B singla, 1981)                                      | 4:04    |
|     | |         |
| 14. | Most Likely You Go Your Way (and I’ll Go Mine) – (Before the Flood 1974)                              | 3:29    |
|     | |         |
| 15. | Like a Rolling Stone – (Highway 61 Revisited 1965)                                                    | 6:09    |
|     | |         |
| 16. | Lay Down Your Weary Tune – (uprzednio niewydany, 1963)                                                | 4:36    |
|     | |         |
| 17. | Subterranean Homesick Blues – (Bringing It All Back Home 1965)                                        | 2:20    |
|     | |         |
| 18. | I Don’t Believe You (She Acts Like We Never Have Met) – (uprzednio niewydana koncertowa wersja, 1966) | 5:18    |
|     | |         |
|     | | 1:13:18 |
|     | |         |

### Dysk drugi
| 1.  | Visions of Johanna – (uprzednio niewydana koncertowa wersja, 1966)           | 7:33    |
|     |                                                                              |         |
| 2.  | Every Grain of Sand – (Shot of Love 1981)                                    | 6:15    |
|     |                                                                              |         |
| 3.  | Quinn the Eskimo (The Mighty Quinn) – (uprzednio niewydana wersja, 1967)     | 2:20    |
|     |                                                                              |         |
| 4.  | Mr. Tambourine Man – (Bringing It All Back Home 1965)                        | 5:29    |
|     |                                                                              |         |
| 5.  | Dear Landlord – (John Wesley Harding 1967)                                   | 3:16    |
|     |                                                                              |         |
| 6.  | It Ain’t Me Babe – (Another Side of Bob Dylan 1964)                          | 3:34    |
|     |                                                                              |         |
| 7.  | You Angel You – (Planet Waves 1974)                                          | 2:54    |
|     |                                                                              |         |
| 8.  | Million Dollar Bash – (The Basement Tapes 1975)                              | 2:33    |
|     |                                                                              |         |
| 9.  | To Ramona – (Another Side of Bob Dylan 1964)                                 | 3:54    |
|     |                                                                              |         |
| 10. | You’re a Big Girl Now – (oryginalna nowojorska wersja – 1974)                | 4:23    |
|     |                                                                              |         |
| 11. | Abandoned Love – (uprzednio niewydany odrzut, 1975)                          | 4:29    |
|     |                                                                              |         |
| 12. | Tangled Up in Blue – (Blood on the Tracks', 1975)                            | 5:45    |
|     |                                                                              |         |
| 13. | It’s All Over Now, Baby Blue – (uprzednio niewydana koncertowa wersja, 1966) | 5:40    |
|     |                                                                              |         |
| 14. | Can You Please Crawl Out Your Window? – (singel, 1965)                       | 3:34    |
|     |                                                                              |         |
| 15. | Positively 4th Street – (singel, 1965)                                       | 3:54    |
|     |                                                                              |         |
| 16. | Isis (Dylan/Levy) – (uprzednio wydana koncertowa wersja, 1975)               | 5:21    |
|     |                                                                              |         |
| 17. | Jet Pilot – (uprzednio niewydany, 1965)                                      | 0:49    |
|     |                                                                              |         |
|     |                                                                              | 1:11:43 |
|     |                                                                              |         |

### Dysk trzeci
| 1.  | Caribbean Wind – (uprzednio niewydany odrzut, 1981)                              | 5:54    |
|     |                                                                                  |         |
| 2.  | Up to Me – (uprzednio niewydany odrzut, 1974)                                    | 6:18    |
|     |                                                                                  |         |
| 3.  | Baby, I'm in the Mood for You – (uprzednio niewydany, 1962)                      | 2:56    |
|     |                                                                                  |         |
| 4.  | I Wanna Be Your Lover – (uprzednio niewydany, 1965)                              | 3:25    |
|     |                                                                                  |         |
| 5.  | I Want You – (Blonde on Blonde 1966)                                             | 3:07    |
|     |                                                                                  |         |
| 6.  | Heart of Mine – (uprzednio niewydana koncertowa wersja, 1981)                    | 3:40    |
|     |                                                                                  |         |
| 7.  | On a Night Like This – (Planet Waves 1974)                                       | 2:58    |
|     |                                                                                  |         |
| 8.  | Just Like a Woman – (Blonde on Blonde 1966)                                      | 4:55    |
|     |                                                                                  |         |
| 9.  | Romance in Durango – (Dylan, Levy) (uprzednio niewydana koncertowa wersja, 1975) | 4:39    |
|     |                                                                                  |         |
| 10. | Señor (Tales of Yankee Power) – (Street-Legal 1978)                              | 5:41    |
|     |                                                                                  |         |
| 11. | Gotta Serve Somebody – (Slow Train Coming 1979)                                  | 5:25    |
|     |                                                                                  |         |
| 12. | Believe in You – (Slow Train Coming 1979)                                        | 5:10    |
|     |                                                                                  |         |
| 13. | Time Passes Slowly – (New Morning 1970)                                          | 2:36    |
|     |                                                                                  |         |
| 14. | I Shall Be Released – (Bob Dylan’s Greatest Hits Vol. II 1971)                   | 3:04    |
|     |                                                                                  |         |
| 15. | Knockin’ on Heaven’s Door – (Pat Garrett & Billy the Kid 1973)                   | 2:30    |
|     |                                                                                  |         |
| 16. | All Along the Watchtower – (Before the Flood 1974)                               | 3:04    |
|     |                                                                                  |         |
| 17. | Solid Rock – (Saved 1980)                                                        | 3:57    |
|     |                                                                                  |         |
| 18. | Forever Young – (uprzednio niewydany utwór pokazowy – demo, 1973)                | 2:02    |
|     |                                                                                  |         |
|     |                                                                                  | 1:11:21 |
|     |                                                                                  |         |

## Opis albumu
- Producent – Jeff Rosen
- Miksowanie niewydanych utworów – Thom Panunzio
- Asystent – Jim Ball
- Studio – Records Plant, Nowy Jork
- Cyfrowy mastering – Greg Calbi
- Studio – Sterling Sound, Nowy Jork
- Koordynacja – Bruce Dickinson, Don DeVito, Jeff Jones
- Projekt okładki i całości – Nick Egan
- Asystent – Lisa Spellman
- Centralny portret – Daniel Kramer (1965)
- Tekst we wkładce – Cameron Crowe
- Czas – 3 h 34 min 50 s
- Firma nagraniowa – Columbia
- Numer katalogowy – C3K 65298
- Data wydania – 7 listopada 1985

## Listy przebojów

### Album
| Rok  | Lista                        | Pozycja |
| ---- | ---------------------------- | ------- |
| 1985 | Billboard USA. Albumy popowe | 33      |